# Harry Mummery
Harry Mummery, dit Mum,  (né le 25 août 1889 à Chicago, Illinois aux États-Unis - mort le 9 décembre 1945 à Brandon, Manitoba au Canada) est un joueur professionnel de hockey sur glace qui évoluait au poste de défenseur. Son frère Walter Mummery fut également un joueur professionnel de hockey.

## Biographie
Né à Chicago mais ayant grandi au Manitoba, Harry Mummery était un défenseur au physique imposant capable de se ruer en attaque pour marquer. Suivant plusieurs saisons au sein de ligues du Manitoba, de l'Ontario et de la Saskatchewan, il fut recruté en 1912 par les Bulldogs de Québec de l'Association nationale de hockey, tenants de la coupe Stanley. En 1913, les Bulldogs conservèrent leurs titres de l'ANH et de la coupe Stanley. Mummery joua trois saisons supplémentaires à Québec avant de rejoindre pour la saison 1916-17 les Canadiens de Montréal qui remportèrent l'ANH mais échouèrent dans leur tentative pour la coupe Stanley.
De retour avec les Bulldogs, il les quitta aussitôt — ces derniers n'étant retenus pour la première saison de la Ligue nationale de hockey — pour les Arenas de Toronto qui s'en allèrent remporter le trophée O'Brien et la coupe Stanley. Durant ses années à Toronto, il travailla comme ingénieur ou pompier pour le Canadien Pacifique. Selon Tim Daly, préparateur physique des Arenas, il était commun de voir Mummery arriver avec un steak pour le cuire sur une pelle dans le poêle des vestiaires, une pratique qu'il conserva tout au long de sa carrière. En 1919, il retrouva les Bulldogs pour une saison. Le 4 février 1920, après 18 minutes de jeu dans la seconde période face aux Sénateurs d'Ottawa, le gardien des Bulldogs, Frank Brophy, se blessa. Faute de gardien remplaçant, Mummery fut choisi pour garder la cage, les Sénateurs s'imposant 5-0. Il joua cette saison deux autres parties dans les buts dont une se soldant par une victoire. La saison suivante, il signa avec les Canadiens avec lesquels il réalisa sa meilleure saison inscrivant 15 buts et 5 aides en 24 parties jouées. Il joua les deux saisons suivantes avec les Tigers de Hamilton. Avec les Tigers, il joua une rencontre victorieuse au poste de gardien. Il finit la saison 1922-23 pour les Sheiks de Saskatoon de la Western Canada Hockey League avant de se retirer.

## Statistiques
| Saison     | Équipe                | Ligue         |     | Saison régulière | Saison régulière | Saison régulière | Saison régulière | Saison régulière |   | Séries éliminatoires | Séries éliminatoires | Séries éliminatoires | Séries éliminatoires | Séries éliminatoires |
| Saison     | Équipe                | Ligue         | PJ  | B                | A                | Pts              | Pun              | PJ               | B | A                    | Pts                  | Pun                  |                      |                      |
| 1907-1908  | Elks de Brandon       | MPHL          | ?   | ?                | ?                | ?                | ?                | -                | - | -                    | -                    | -                    |                      |                      |
| 1908-1909  | Forts de Fort William | NOHL          | 12  | 3                | 0                | 3                | ?                | 1                | 0 | 0                    | 0                    | ?                    |                      |                      |
| 1909-1910  | Forts de Fort William | NOHL          | ?   | ?                | ?                | ?                | ?                | -                | - | -                    | -                    | -                    |                      |                      |
| 1910-1911  | Shamrocks de Brandon  | MIPHL         | 5   | 1                | 0                | 1                | ?                | -                | - | -                    | -                    | -                    |                      |                      |
| 1911-1912  | Brewers de Moose Jaw  | Sask-Pro      | 8   | 1                | 0                | 1                | ?                | -                | - | -                    | -                    | -                    |                      |                      |
| 1912-1913  | Bulldogs de Québec    | ANH           | 19  | 5                | 0                | 5                | 87               | -                | - | -                    | -                    | -                    |                      |                      |
| 1912-1913  | Bulldogs de Québec    | Coupe Stanley | -   | -                | -                | -                | -                | 2                | 1 | 0                    | 1                    | ?                    |                      |                      |
| 1912-1913  | Bulldogs de Québec    | Amical        | 3   | 1                | 0                | 1                | 0                | -                | - | -                    | -                    | -                    |                      |                      |
| 1913-1914  | Bulldogs de Québec    | ANH           | 20  | 8                | 5                | 13               | 29               | -                | - | -                    | -                    | -                    |                      |                      |
| 1914-1915  | Bulldogs de Québec    | ANH           | 20  | 7                | 4                | 11               | 88               | -                | - | -                    | -                    | -                    |                      |                      |
| 1915-1916  | Bulldogs de Québec    | ANH           | 23  | 2                | 1                | 3                | 84               | -                | - | -                    | -                    | -                    |                      |                      |
| 1916-1917  | Canadiens de Montréal | ANH           | 20  | 5                | 3                | 8                | 101              | 2                | 0 | 0                    | 0                    | 18                   |                      |                      |
| 1916-1917  | Canadiens de Montréal | Coupe Stanley | -   | -                | -                | -                | -                | 4                | 0 | 0                    | 0                    | 25                   |                      |                      |
| 1917-1918  | Arenas de Toronto     | LNH           | 18  | 3                | 3                | 6                | 48               | 2                | 1 | 1                    | 2                    | 17                   |                      |                      |
| 1917-1918  | Arenas de Toronto     | Coupe Stanley | -   | -                | -                | -                | -                | 5                | 0 | 6                    | 6                    | 21                   |                      |                      |
| 1918-1919  | Arenas de Toronto     | LNH           | 13  | 2                | 0                | 2                | 30               | -                | - | -                    | -                    | -                    |                      |                      |
| 1919-1920  | Bulldogs de Québec    | LNH           | 24  | 9                | 9                | 18               | 42               | -                | - | -                    | -                    | -                    |                      |                      |
| 1920-1921  | Canadiens de Montréal | LNH           | 24  | 15               | 5                | 20               | 69               | -                | - | -                    | -                    | -                    |                      |                      |
| 1921-1922  | Tigers de Hamilton    | LNH           | 20  | 4                | 2                | 6                | 40               | -                | - | -                    | -                    | -                    |                      |                      |
| 1922-1923  | Tigers de Hamilton    | LNH           | 7   | 0                | 0                | 0                | 4                | -                | - | -                    | -                    | -                    |                      |                      |
| 1922-1923  | Sheiks de Saskatoon   | WCHL          | 4   | 0                | 0                | 0                | 2                | -                | - | -                    | -                    | -                    |                      |                      |
| Totaux LNH | Totaux LNH            | Totaux LNH    | 106 | 33               | 19               | 52               | 226              | 2                | 1 | 1                    | 2                    | 17                   |                      |                      |

| Saison     | Équipe             | Ligue      |    | Saison régulière | Saison régulière | Saison régulière | Saison régulière | Saison régulière | Saison régulière | Saison régulière | Saison régulière | Saison régulière | Saison régulière |   | Séries éliminatoires | Séries éliminatoires | Séries éliminatoires | Séries éliminatoires | Séries éliminatoires | Séries éliminatoires | Séries éliminatoires | Séries éliminatoires | Séries éliminatoires |
| Saison     | Équipe             | Ligue      | PJ | V                | D                | Pr/N             | Min              | BC               | Moy              | % Arr            | Bl               | Pun              | PJ               | V | D                    | Min                  | BC                   | Moy                  | % Arr                | Bl                   | Pun                  |                      |                      |
| 1919-1920  | Bulldogs de Québec | LNH        | 3  | 1                | 1                | 0                | 142              | 18               | 7,6              |                  | 0                |                  | -                | - | -                    | -                    | -                    | -                    | -                    | -                    | -                    |                      |                      |
| 1921-1922  | Tigers de Hamilton | LNH        | 1  | 1                | 0                | 0                | 50               | 2                | 2,40             |                  | 0                |                  | -                | - | -                    | -                    | -                    | -                    | -                    | -                    | -                    |                      |                      |
| Totaux LNH | Totaux LNH         | Totaux LNH | 4  | 2                | 1                | 0                | 192              | 20               | 6,25             |                  | 0                |                  | -                | - | -                    | -                    | -                    | -                    | -                    | -                    | -                    |                      |                      |

## Transactions en carrière
- novembre 1917 : Droits en Ligue nationale de hockey rendus aux Bulldogs de Québec (ANH) depuis les Canadiens de Montréal (ANH) précédant la formation de la LNH.
- 26 novembre 1917 : réclamé par les Arenas de Toronto depuis les Bulldogs lors du repêchage de dispersion.
- 25 novembre 1919 : transféré aux Bulldogs depuis les Arenas à la suite du retour de la franchise en LNH.
- 2 novembre 1920 : transféré aux Tigers de Hamilton depuis les Bulldogs à la suite du déménagement de la franchise.
- 27 novembre 1920 : échangé aux Canadiens par les Tigers avec Jack McDonald et Dave Ritchie en retour de Goldie Prodgers, Joe Matte, Jack Coughlin et du prêt de Billy Coutu pour la saison 1920-1921.
- 26 novembre 1921 : échangé aux Tigers par les Canadiens avec Amos Arbour en retour de Sprague Cleghorn.
- 8 février 1923 : échangé aux Sheiks de Saskatoon (WCHL) en retour d'argent[4].

## Trophées et honneurs personnels
- Coupe Stanley
  - Champion de la coupe Stanley 1913 avec les Bulldogs de Québec (ANH), et 1918 avec les Arenas de Toronto (LNH)
- Association nationale de hockey
  - Champion de la trophée O'Brien 1913 avec les Bulldogs de Québec, et 1917 avec les Canadiens de Montréal
- Ligue nationale de hockey
  - Champion de la trophée O'Brien 1918 avec les Arenas de Toronto
- Temple de la renommée du hockey du Manitoba
  - Membre d'honneur[5]